# Liste des ducs de Nemours
Préalablement comté français à la suite de l'acquisition de Philippe le Hardi en 1274, Nemours fut érigé en duché-pairie en 1404 par le roi Charles VI et donné à Charles III le Noble, roi de Navarre, en échange de la ville de Cherbourg qu'il avait rachetée en 1399 à Richard II d'Angleterre.

## Seigneurs de Nemours
- 1120-1148 : Orson ou Urs(i)on Ier de Château-Landon, 1er seigneur de Nemours[1],[2], fils du vicomte Foulques de Gâtinais et de Château-Landon[3]. Orson épouse Aveline de Montfaucon-en-Berry dite de Tracy (Treuzy ? ; probablement issue en lignée féminine des Châtillon-sur-Loing-Gien-Donzy : cf. les articles Montfaucon et Renaud — son possible oncle maternel — avec des références). Son père le vicomte Foulques († ap. 1122, peut-être vers 1147 croisé en Palestine, comme son fils Orson : mais c'est aussi le cas d'Hervé, le fils d'Orson, cela ferait donc trois générations de croisés disparus en Palestine...) était l'arrière-petit-fils d'Hugues du Perche et de Béatrice de Mâcon, comtesse de Gâtinais, car :
  - Ancêtres : le 2e fils de Béatrice de Mâcon-Gâtinais et Hugues du Perche, Liétaud Ier de Yèvre († vers 1050), est père de Liétaud II († vers 1082), lui-même père de Foulques, vicomte de Gâtinais et de Château-Landon, et aussi châtelain de Yèvre qu'il doit céder vers 1112 au roi Louis VI. Une femme de Foulques est Biote (= Elisabeth ?) de Rochefort, fille de Gui Ier de Rochefort-Montlhéry, qui semble la mère d'Orson
  - Urson avait pour frères : - Guillaume, souche présumée des vicomtes de Fessard (St-Maurice) ; et - Guy Ier († ap. 1154), vicomte de Château-Landon et du Gâtinais, père du vicomte Guy II († ap. 1179), lui-même père du vicomte Frédéric
- 1148-1174 : Aveline de Château-Landon (née vers 1130/1140-† 1196), la fille d'Orson et d'Aveline de Montfaucon, héritière de Nemours depuis la mort de son frère Hervé vers 1147 en Palestine, mariée vers 1150 à Gaut(h)ier de Villebéon[4] († 1205 ; issu des Le Riche, seigneurs de Beaumont-en-Gâtinais, Villemomble et La Chapelle ; frère de l'archevêque Étienne, † 1173), aussi membre de la Deuxième croisade, Grand-chambellan, sire de Villebéon et Tournanfuye, et de Nemours du chef de sa femme (il est le vrai fondateur de Nemours, qui reçoit une charte de franchises et où il élève le château et l'église Saint-Jean-Baptiste vers 1170).
- 1174-1191 : Philippe Ier de Villebéon (vers 1150/1155-† 1191 Acre), leur fils, chambellan royal, x vers 1172/1175 Aveline, † 1191, fille de Joscelin II vicomte de Melun et d'Alpaïs. Sa fratrie :
  - - Orson/Urson (II), † 1233, chambellan royal, sire de Brécy et d'Obsonville, vicomte de Méréville et d'Audeville par son mariage vers 1180 avec Liesse de Méréville : souche (Orson Ier) des Nemours-Villebéon-Méréville, dont son fils Guy de Méréville ci-dessous (mari d'Isabelle de Pithiviers d'Aschères), et sa fille Marguerite d'Obsonville (x Eudes II de Sully-Beaujeu) ;
  - - Gauthier (II) le Jeune de Villebéon, † vers 1219/1220 en Syrie, Grand-chambellan, qui continue les seigneurs de Villebéon ;
  - - Jean de Nanteau/Nanteuil, † 1210, x Marie (remariée à Ferry III de Palaiseau), souche des sires de Nanteau-sur-Lunain ;
  - - Étienne, évêque de Noyon en 1188-1221 ; - Pierre, évêque de Paris en 1208-1219 ; et - Guillaume, évêque de Meaux en 1214-1221
- 1191-1222 : Gauthier II de Villebéon, † vers 1221/1222, fils de Philippe Ier, x 1195 Marguerite, fille d'Aubert III de Pithiviers d'Aschères et Rougemont (la sœur de Marguerite, Isabelle/Isabeau de Pithiviers, épouse en 1218 Guy de Méréville, fils d'Orson II ci-dessus ; veuve d'Aubert, leur mère Perséïs/Persois devient en 1198 la 2e femme de Gautier de Villebéon, veuf d'Aveline de Nemours). → Dans la fratrie de Gautier II : - Agnès, † 1213, x 1195/1200 Guillaume IV de Milly ; et - Isabelle/Aveline, née vers 1191, x vers 1206 le 2e maréchal de France Henri Clément
- 1222-1255 : Philippe II de Villebéon, † 1255, son fils, seigneur de Nemours et Guercheville, x 1° Marguerite, † av. 1225, fille de Geoffroi II Léventé du Plessis-St-Jean, 2° vers 1232 Eglantine, et 3° Isabelle de La Haye-Passavant. → Sa sœur Aveline de Buisson épouse en 1224 son cousin germain le 5e maréchal de France Jean Clément
- 1255-1270 : Gauthier III de Villebéon, † 1270 croisé à Carthage, son fils, né du 1°
- 1270-1274 : Philippe III de Villebéon, † ap. 1275, son demi-frère, né du 2° : Postérité ? → Dans leur fratrie :
  - - Jean, † vers 1282/1285, né du 2°, chanoine de St-Martin sire de Guercheville, co-seigneur de Nemours ;
  - et - Gauthier d'Aschères, † 1288, né du 3°, x 2° Clémence de Dreux-Beu, d'où 3 filles † ap. 1312 : - Blanche et - Mathilde/Mahaut de Nemours (nées plutôt d'une 1re épouse de nom inconnu de Gautier), sans doute respectivement femmes de Guillaume d'Angis et de Renaud II, deux fils du maréchal Renaud de Pressigny-Laleu, Marans et Mauzé (les généalogies traditionnelles les donnent respectivement femmes de Guillaume IV de Pressigny-V de Ste-Maure et de son frère cadet Pierre Ier de Montgauger, mais ces derniers ont en fait d'autres épouses) ; et (du 2°) - Isabelle de Nemours, x Pierre/Hervé de Varennes (fils du Ier amiral de France, Florent de Varennes ?).

La seigneurie de Nemours est vendue par la famille de Nemours-Villlebéon (Philippe III notamment) au roi Philippe III le Hardi en 1274 et 1276. Elle passe donc à la Couronne, et à partir du XVe siècle, le roi, l'ayant érigée en duché en 1404, en apanage de puissants personnages.

## Ducs de Nemours (Ancien Régime)

### Maison d'Évreux-Navarre
- 1404-1425 : Charles III le Noble (1361-1425), petit-fils du roi Philippe III, roi de Navarre de 1387 à 1425 et comte d'Évreux de 1387 à 1404.

En 1425, à la mort de Charles le Noble, le duché est saisi par Henri VI, roi de France et d'Angleterre, puis rendu à sa fille Blanche, après hommage le 22 avril 1428.
- 1428-1441 : Blanche Ire et son époux Jean II d'Aragon, souverains de Navarre.

En 1442, peu après la mort de Blanche Ire, le roi de France Charles VII, vainqueur des Anglais, réunit Nemours au domaine royal.

### Maison de Bourbon-La Marche
- 1461-1464 : Éléonore de Bourbon-La Marche (1412 † ap.1464), nièce des précédents, fille de Jacques II de Bourbon, roi consort de Naples, comte de la Marche et de Castres, et de Béatrice d'Évreux-Navarre.

mariée en 1429 à Bernard d'Armagnac (1400 † 1462), comte de Pardiac.
Créanciers des souverains navarrais, ils entament un procès relatif aux revenus de Nemours.

### Maison d'Armagnac
- 1464-1477 : Jacques d'Armagnac († 1477), fils des précédents

marié à Louise d'Anjou (1445 † 1477).
En 1477, Jacques d'Armagnac est jugé pour trahison et exécuté sous Louis XI. Ses biens sont confisqués, mais le roi Charles VIII rend Nemours à son fils, Jean d'Armagnac, en 1483.
- 1484-1500 : Jean d'Armagnac (1467-1500), fils aîné de Jacques et de Louise d'Anjou.
- 1500-1503 : Louis d'Armagnac (1472-1503), fils cadet de Jacques et de Louise d'Anjou.

À sa mort, Nemours revient à la Couronne.

### Maison de Foix
En 1507, le roi Louis XII le donne à son neveu Gaston de Foix :
- 1507-1512 : Gaston de Foix (1489 † 1512), comte d'Étampes et duc de Nemours, fils de Jean de Foix, comte d'Étampes, et de Marie d'Orléans.

À sa mort, Nemours revient à la Couronne.

### Maison de Médicis
En 1515, le roi François Ier le donne à Julien de Médicis :
- 1515-1516 : Julien de Médicis (1478 † 1516), grand-oncle de Catherine

À sa mort, Nemours revient à la Couronne.

### Maison de Savoie
En 1528, le roi François Ier le donne à Philippe de Savoie :
- 1528-1533 : Philippe de Savoie-Nemours (1490 † 1533)

marié en 1528 à Charlotte d'Orléans-Longueville (1512 † 1549)
- 1533-1585 : Jacques de Savoie-Nemours (1531 † 1585), fils du précédent

marié en 1566 à Anne d'Este (1531 † 1607)
- 1585-1595 : Charles-Emmanuel de Savoie-Nemours (1567 † 1595), fils du précédent
- 1595-1632 : Henri Ier de Savoie-Nemours (1572 † 1632), frère du précédent

marié en 1618 avec Anne de Lorraine, duchesse d'Aumale (1600 † 1638)
- 1632-1641 : Louis de Savoie-Nemours (1615 † 1641), fils du précédent
- 1641-1652 : Charles Amédée de Savoie-Nemours (1624 † 1652), frère du précédent

marié en 1643 avec Élisabeth de Bourbon, mademoiselle de Vendôme, fille de César (1614 † 1664)
- 1652-1657 : Henri II de Savoie-Nemours (1625 † 1659), archevêque de Reims, frère du précédent

marié en 1657 avec Marie Anne d'Orléans-Longueville, duchesse d'Estouteville (1625 † 1707)
À sa mort, Nemours revient à la Couronne (1657-1689 Louis XIV).

### Maison d'Orléans
Le roi Louis XIV le donne ensuite en 1672 à son frère Philippe de France (1640-1701), duc d'Orléans. Il se transmet ensuite à ses descendants jusqu'à l'abolition des titres de noblesse en 1790 (ils seront rétablis en 1814) :
- 1672-1701 : Philippe de France (1640-1701), fils du roi Louis XIII
- 1701-1723 : Philippe d'Orléans[5] (1674-1723), dit « le Régent », fils du précédent.
- 1723-1752 : Louis d'Orléans (1703-1752), fils du précédent
- 1752-1785 : Louis-Philippe d'Orléans (1725-1785), fils du précédent
- 1785-1790 : Philippe d'Orléans (1747-1793), fils du précédent.

Renonce à son patronyme en 1792 et choisit le nom de Philippe Égalité.
- 1814-1896 : Louis d'Orléans (1814-1896), petit-fils du précédent, titré par Louis XVIII ; conserve son titre sous la monarchie de Juillet (par ordonnance royale de son père Louis-Philippe Ier).

#### Titre de courtoisie
- 1905-1970 : Charles-Philippe d’Orléans (1905-1970), arrière-petit-fils du précédent[6].

#### Héritier théorique du titre
Chef de la quatrième maison d'Orléans[réf. nécessaire]